# Súper Rugby Américas
Ne doit pas être confondu avec Super Rugby.
Pour les articles homonymes, voir Super Rugby (homonymie).
Le Súper Rugby Américas (appelée Súperliga Americana de Rugby de 2019 à 2022) est une compétition de rugby à XV organisée par Sudamérica Rugby. Elle est disputée par des équipes professionnelles du continent américain, principalement d'Amérique latine.

## Histoire
La création d'un championnat professionnel sud-américain est officialisée en mars 2019 : le coup d'envoi de la Súperliga est prévu pour mars 2020. Six équipes doivent prendre part à la première édition, organisé par Sudamérica Rugby et avec le soutien de World Rugby.
L'identité des six équipes n'est pas immédiatement officialisée, de nombreux clubs et villes étant candidats : les sections omnisports uruguayennes de Nacional et Penãrol, les villes brésiliennes de São Paulo et Florianópolis, ainsi qu'une formation argentine et une chilienne. La saison inaugurale est finalement disputée par les clubs suivants : les Ceibos d'Argentine, les Corinthians du Brésil, le Selknam du Chili, les Olimpia Lions du Paraguay et le Peñarol d'Uruguay. Une sixième équipe de Colombie, les Cafeteros, doit quant à elle entrer dans la compétition tardivement, et ne disputer que le match de classement pour la 5e place.
L'expansion prévue envisage le Mexique, l'Espagne et le Portugal, ainsi que l'accueil d'un deuxième club pour l'un des pays déjà engagés.
À l'issue de la saison 2020, une rencontre entre le vainqueur de la Súperliga sud-américaine et celui  de la Major League Rugby nord-américaine doit être organisée afin d'attribuer un titre officieux de champion des Amériques.
Alors que trois rencontres de la saison inaugurale ont été disputées, l'organisation est perturbée par la pandémie de Covid-19. La compétition est officiellement suspendue le 17 mars pour le reste de l'année 2020.
L'intersaison précédant la saison 2021 voit de nombreux changements parmi ses participants : au Brésil, la franchise fédérale voit la fin de son partenariat avec le club des Corinthians, donnant lieu à l'adoption d'une nouvelle identité : les Cobras. En Argentine les Ceibos sont dissous afin d'intégrer les Jaguares, sans compétition depuis la suspension du Super Rugby. Par ailleurs, étant donné la situation sanitaire toujours contraignante, la compétition doit se dérouler dans un nombre limité d'enceintes sportives : la première phase du championnat au Chili, entre le stade municipal (es) de La Pintana et le stade Elías Figueroa Brander de Valparaíso, tandis que la fin de la phase régulière et les phases finales doivent être disputées au stade Charrúa de Montevideo, en Uruguay.
Le 23 décembre 2022, un nouveau format de la compétition est annoncé à compter de l'édition 2023 : renommée Súper Rugby Américas, d'après la marque internationale Super Rugby, elle s'ouvre au reste du continent américain avec l'intégration d'une équipe des États-Unis, les American Raptors. Un temps envisagée, l'intégration de l'équipe canadienne de la Pacific Pride est finalement avortée faute de financement, tandis que la participation des Jaguares d'Argentine et des Cafeteros Pro de Colombie n'est pas reconduite. L'Argentine compte néanmoins deux équipes, avec le retour des Ceibos sous le nom de Dogos XV, et la création des Pampas. L'équipe paraguayenne des Olimpia Lions change également de nom, devenant le Yacare XV,.
En amont de la saison 2025, l'expansion à de nouvelles franchises argentines se poursuit. La Fédération argentine officialise la création des Tarucas, représentant le nord-ouest de l'Argentine et basée à San Miguel de Tucumán, tandis qu'un projet centré sur la région des provinces de Litoral est en ébauche pour la saison suivante. Cette nouvelle édition voit également la signature d'un contrat de parrainage du nom commercial de la compétition avec Pax, une société d'assistance médicale aux voyageurs.

## Logo
La compétition ayant changé de nom, elle change aussi d'identité visuelle. Le logo du Super Rugby, marque internationale de la SANZAAR, est adapté avec « des éléments graphiques propres au continent américain ».

Évolution du logo
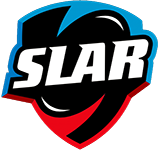
Logo des éditions 2019 à 2022.
Logo de l'édition 2023.
Logo depuis l'édition 2024.

## Format
La saison inaugurale est disputée avec une phase régulière aller-retour. Le champion est désigné à l'issue des demi-finales aller-retour et d'une finale sur un match unique.
| Équipe        | Ville                 | Pays      | Début en SLAR |
| ------------- | --------------------- | --------- | ------------- |
| Cobras        | São Paulo             | Brésil    | 2020          |
| Dogos XV      | Córdoba               | Argentine | 2020          |
| Yacare XV     | Asuncion              | Paraguay  | 2020          |
| Pampas        | Buenos Aires          | Argentine | 2022          |
| Peñarol Rugby | Montevideo            | Uruguay   | 2020          |
| Selknam       | Santiago              | Chili     | 2020          |
| Tarucas       | San Miguel de Tucumán | Argentine | 2025          |

| Équipe           | Ville        | Pays       | Début en SLAR | Dernière saison |
| ---------------- | ------------ | ---------- | ------------- | --------------- |
| Cafeteros Pro    | Medellín     | Colombie   | 2020          | 2022            |
| Jaguares XV      | Buenos Aires | Argentine  | 2021          | 2022            |
| American Raptors | Glendale     | États-Unis | 2022          | 2024            |

## Palmarès
| Saison | Vainqueur                                                  | Score                                                      | Finaliste                                                  |
| ------ | ---------------------------------------------------------- | ---------------------------------------------------------- | ---------------------------------------------------------- |
| 2020   | Fin de saison annulée en raison de la pandémie de Covid-19 | Fin de saison annulée en raison de la pandémie de Covid-19 | Fin de saison annulée en raison de la pandémie de Covid-19 |
| 2021   | Jaguares                                                   | 36 - 28                                                    | Peñarol                                                    |
| 2022   | Peñarol                                                    | 24 - 13                                                    | Selknam                                                    |
| 2023   | Peñarol                                                    | 23 - 17                                                    | Dogos                                                      |
| 2024   | Dogos                                                      | 37 - 23                                                    | Pampas                                                     |
| 2025   | Peñarol                                                    | 35 - 34                                                    | Dogos                                                      |